# 新華通訊社澳門分社
新华通讯社澳门特别行政区分社，通称新華通訊社澳門分社，簡稱新華社澳門分社或澳門分社，是指新華通訊社在澳門的分支机构，成立於1987年9月21日。
澳门回归前，新华通讯社澳门分社（大新华）是中华人民共和国派驻澳门的官方代表机构，新华通讯社澳门分社总编辑室（小新华）是新华社设在澳门的新闻机构。2000年，原新华通讯社澳门分社（大新华）更名为澳门中联办，新华通讯社澳门分社总编辑室（小新华）则更名为新华通讯社澳门特别行政区分社，继续从事新闻业务。

## 歷史

### 回歸前
新華通訊社澳門分社以往為中華人民共和國政府及中國共產黨在澳門的非正式辦事處和喉舌，主要業務為政治工作，其次才是新聞機構的本職。澳门分社还包括公开挂牌的“中葡联合联络小组中方代表处”、“外交部驻澳门签证处”。

### 回歸後正名
2000年1月，原“新華社澳門分社”進行重組。原新華社澳門分社撤销，新华社澳门分社机关（大新华）改组为中央人民政府駐澳門特別行政區聯絡辦公室，与中共中央澳门工作委员会一个机构两块牌子。
新华通讯社澳门分社总编辑室（小新华）则改组并注冊为「新华通讯社澳门特别行政区分社」，並恢复其新聞機構的本質。

## 歷任社長
1. 周鼎（1987年9月-1990年5月）
2. 郭东坡（1990年5月-1995年4月）
3. 王启人（1995年4月-1999年12月）